# 古典主義文學

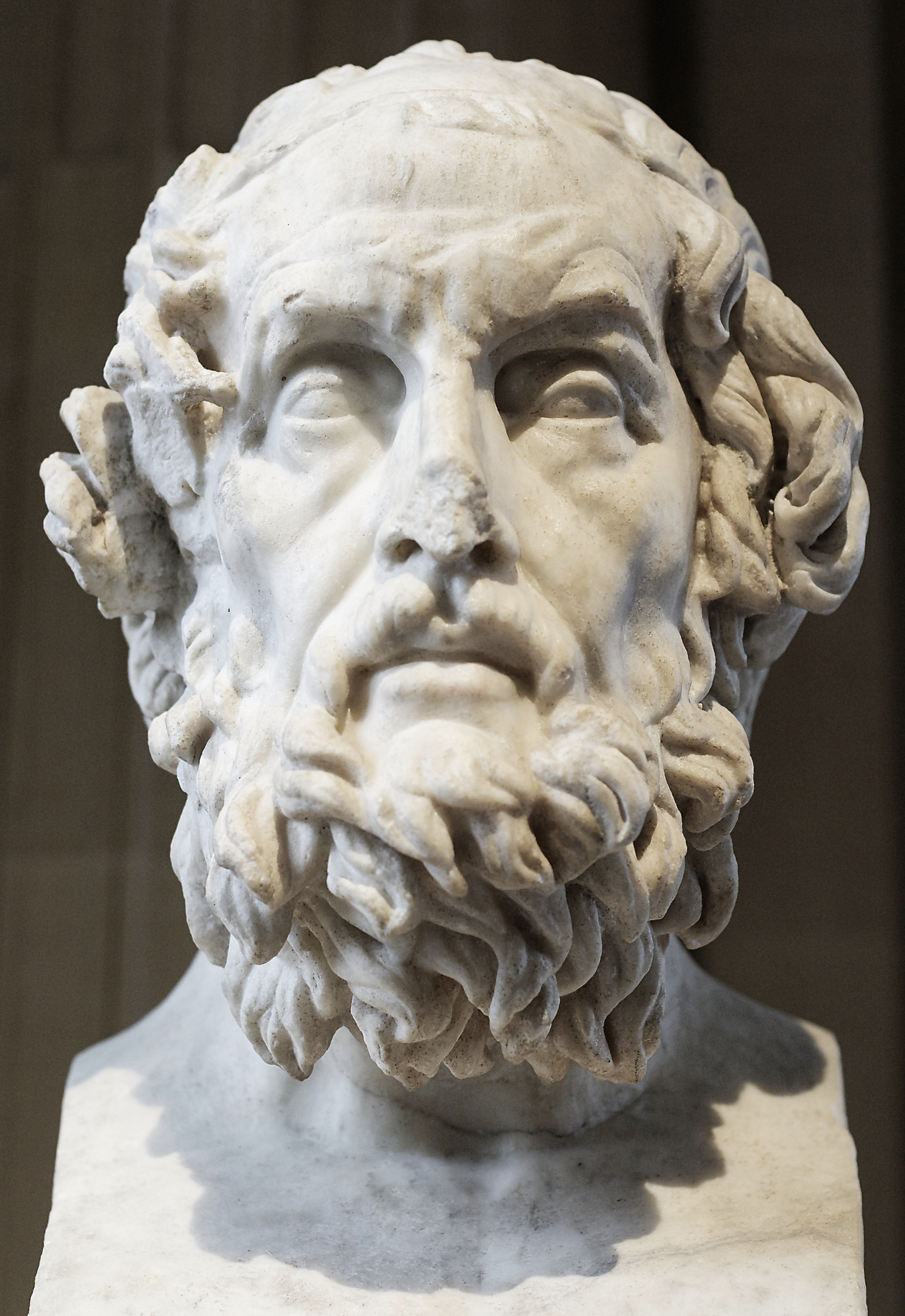
荷馬

古典主義文學是指古代地中海世界（青銅時代，約公元前 3000 - 古典時代晚期）的文學運動，尤其是古典时代（約公元前600 -公元600年）的古希臘和古羅馬。
古典主义是对包含古希腊和古罗马古典时代文化的认同，并以其为样板和典范进行模仿，是一种贵族/阶级文化，特征/规矩为稳重、不突出个性，不使用粗话俚语。
《荷马史诗》、《离骚》和《诗经》是该时代的经典代表。古典文学的classical包含了古典和阶级双重含义，屈原本身就出生贵族，其文学特征非常典型。《诗经》 尤其是“风雅颂”的“雅”亦是很标准的古典主义。

## 連結
- The American Philological Association （页面存档备份，存于）, founded in 1869, is the principal learned society in North America for the study of ancient Greek and Roman languages, literatures, and civilizations